# C·J·斯特劳德
科尔里奇·伯纳德·“C·J”·斯特劳德四世（Coleridge Bernard "C. J." Stroud IV，2001年10月3日—），美式橄榄球四分卫，在2023年NFL选秀中被休斯敦得州人以第一轮第二顺位选中。

## 生平

### 早年
C·J·斯特劳德出生于加利福尼亚州兰乔库卡蒙加，是家中四个孩子里最小的一个。他的父亲斯特劳德三世原是牧师，于2015年因劫车、绑架、抢劫、轻罪性殴打等罪行，依加州三振法被判处38年至无期徒刑。斯特劳德一家自此陷入经济窘境，在其高中时只能住在仓库管理室楼上。斯特劳德买不起蛋白质奶昔或能量饮料，也没钱买新球鞋或者隐形眼镜。像是聘请私人四分卫教练一类的开销更是不可能，他只得通过观看YouTube上的德鲁·布里斯视频来研究四分卫打法。

### 大学
2020年，C·J·斯特劳德加入俄亥俄州立大学校队。他在首赛季担任贾斯汀·菲尔兹的替补，只替补打了3场比赛。在贾斯汀·菲尔兹前去NFL选秀后，斯特劳德被提拔为正印四分卫，首发出战了当赛季全部13场比赛中的12场。在玫瑰碗比赛上，他带领俄亥俄州立以48-45险胜犹他大学，他在比赛中传球码数高达573码（无被擒杀），创下了校队和玫瑰碗的记录。2022年赛季，他带队闯入季后赛，在半决赛桃子碗上传出了348码，但球队仍以41-42不敌佐治亚大学。
在2022赛季结束后，他宣布参加2023年NFL选秀。在其为俄亥俄州立主力出战的两个赛季中，他都入围了海斯曼奖的四人名单，但最终未获奖。

### 职业生涯
在2023年NFL选秀中，处在重建期的休斯敦得州人以第一轮第二顺位选中四分卫C·J·斯特劳德，以第一轮第三顺位签下防守邊鋒小威尔·安德森。
斯特劳德在新秀赛季即首发出战，并带领球队打入季后赛。他在季后赛首秀中带队战胜克利夫兰布朗，时年22岁零102天的他，成为NFL史上赢下季后赛比赛最年轻的四分卫。